# Мирный (Торжокский район)
Ми́рный — посёлок в Торжокском районе Тверской области.
На начало 2008 года население — 610 жителей. Административный центр Мирновского сельского поселения, образованного в 2005 году.
Расположен в 10 километрах к юго-востоку от районного центра Торжок, на автомагистрали
Москва — Санкт-Петербург.

## История
Посёлок Мирный заложен 12 апреля 1961 года. Было начато строительство центральной усадьбы колхоза «Мир». В 1962 году открыта Мирновская средняя школа, в 1967 году пущено в эксплуатацию здание Дома культуры и помещение библиотеки.

## Население
| 1996 | 2002 | 2008 | 2010 |
| ---- | ---- | ---- | ---- |
| 656  | ↘572 | ↗610 | ↘593 |

## Инфраструктура
Посёлок представляет собой современный жилой массив, застроенный коттеджами и двухэтажными домами, с развитой инфраструктурой. В настоящее время продолжается строительство новых жилых домов, что является причиной притока нового населения.